# Grand Prix automobile d'Australie 1985
Le Grand Prix d'Australie de Formule 1 1985 s'est tenu le 3 novembre sur le circuit urbain d'Adélaïde.

## Classement
| Pos. | No | Pilote             | Écurie                 | Tours | Temps/Abandon                      | Grille | Points |
| ---- | -- | ------------------ | ---------------------- | ----- | ---------------------------------- | ------ | ------ |
| 1    | 6  | Keke Rosberg       | Williams-Honda         | 82    | 2 h 00 min 40 s 473 (154,032 km/h) | 3      | 9      |
| 2    | 26 | Jacques Laffite    | Ligier-Renault         | 82    | + 43 s 130                         | 20     | 6      |
| 3    | 25 | Philippe Streiff   | Ligier-Renault         | 82    | + 1 min 28 s 536                   | 18     | 4      |
| 4    | 4  | Ivan Capelli       | Tyrrell-Renault        | 81    | + 1 tour                           | 22     | 3      |
| 5    | 28 | Stefan Johansson   | Ferrari                | 81    | + 1 tour                           | 15     | 2      |
| 6    | 17 | Gerhard Berger     | Arrows-BMW             | 81    | + 1 tour                           | 7      | 1      |
| 7    | 24 | Huub Rothengatter  | Osella-Alfa Romeo      | 78    | + 4 tours                          | 25     |        |
| 8    | 29 | Pierluigi Martini  | Minardi-Motori Moderni | 78    | + 4 tours                          | 23     |        |
| Abd. | 12 | Ayrton Senna       | Lotus-Renault          | 62    | Turbo                              | 1      |        |
| Abd. | 27 | Michele Alboreto   | Ferrari                | 61    | Boîte de vitesses                  | 5      |        |
| Abd. | 1  | Niki Lauda         | McLaren-TAG            | 57    | Accident                           | 16     |        |
| Abd. | 16 | Derek Warwick      | Renault                | 57    | Boîte de vitesses                  | 12     |        |
| Nc.  | 3  | Martin Brundle     | Tyrrell-Renault        | 49    | Non classé                         | 17     |        |
| Abd. | 8  | Marc Surer         | Brabham-BMW            | 42    | Moteur                             | 6      |        |
| Abd. | 22 | Riccardo Patrese   | Alfa Romeo             | 42    | Échappement                        | 14     |        |
| Abd. | 19 | Teo Fabi           | Toleman-Hart           | 40    | Moteur                             | 24     |        |
| Abd. | 18 | Thierry Boutsen    | Arrows-BMW             | 37    | Accident                           | 11     |        |
| Abd. | 20 | Piercarlo Ghinzani | Toleman-Hart           | 28    | Embrayage                          | 21     |        |
| Abd. | 2  | Alain Prost        | McLaren-TAG            | 26    | Turbo                              | 4      |        |
| Abd. | 15 | Patrick Tambay     | Renault                | 20    | Transmission                       | 8      |        |
| Abd. | 33 | Alan Jones         | Lola-Hart              | 20    | Allumage                           | 19     |        |
| Dsq. | 11 | Elio De Angelis    | Lotus-Renault          | 18    | Disqualifié                        | 10     |        |
| Abd. | 7  | Nelson Piquet      | Brabham-BMW            | 14    | Incendie                           | 9      |        |
| Abd. | 23 | Eddie Cheever      | Alfa Romeo             | 5     | Moteur                             | 13     |        |
| Abd. | 5  | Nigel Mansell      | Williams-Honda         | 1     | Transmission                       | 2      |        |

## Pole position et record du tour
- Pole position : Ayrton Senna en 1 min 19 s 843 (vitesse moyenne : 170,344 km/h).
- Meilleur tour en course : Keke Rosberg en 1 min 23 s 758 au 57e tour (vitesse moyenne : 162,382 km/h).

## Tours en tête
- Keke Rosberg : 71 (1-41 / 44-52 / 62-82)
- Ayrton Senna : 9 (42-43 / 53-55 / 58-61)
- Niki Lauda : 2 (56-57)

## À noter
- Dernier Grand Prix pour Niki Lauda.
- 100e Grand Prix pour Alan Jones.
- Dernier Grand Prix pour l'écurie Toleman.
- Dernier Grand Prix pour l'écurie Renault F1 Team avant son retour en 2002.
- Elio De Angelis est exclu pour avoir regagné sa position sur la grille de départ après avoir été retardé pendant le tour de chauffe.
- Dans le dernier tour, Philippe Streiff percute son coéquipier chez Ligier Jacques Laffite en tentant de lui prendre la deuxième place. L'axe de roue avant de la monoplace de Streiff est endommagé mais le pilote parvient à se classer troisième de l'épreuve, arrivant sur trois roues.